# Cronologia da pandemia de COVID-19 em fevereiro de 2022
Este artigo documenta a cronologia e epidemiologia do vírus SARS-CoV-2 em fevereiro de 2022, o vírus que causa a COVID-19 e é responsável pela pandemia de COVID-19. Os primeiros casos humanos da COVID-19 foram identificados em Wuhan, República Popular da China, em dezembro de 2019.

## Cronologia

### 1 de fevereiro
Relatório Semanal da OMS:
- O Canadá registrou 11.076 novos casos, elevando o total para 3.066.483.[2]
- A Malásia registrou 5.566 novos casos, elevando o número total para 2.876.324. Há 3.187 recuperações, elevando o número total de recuperações para 2.787.187. Sete mortes foram relatadas, elevando o número de mortos para 31.985.[3]
- A Nova Zelândia registrou 205 novos casos, elevando o número total para 16.620. Existem 55 recuperações, elevando o número total de recuperações para 14.865. O número de mortos permanece em 53. Existem 1.702 casos ativos (826 na fronteira e 876 na comunidade).[4]
- Singapura registrou 6.264 novos casos, o maior número de casos em um único dia desde o início da pandemia, elevando o número total para 359.075. Três novas mortes foram relatadas, elevando o número de mortos para 858.[5]
- Tonga relatou dois casos positivos no cais de Nucualofa.[6]
- A Ucrânia registrou 30.768 novos casos diários e 192 novas mortes diárias, elevando o número total para 4.095.263 e 100.395, respectivamente; um total de 3.631.580 pacientes se recuperaram.[7]

### 2 de fevereiro
- O Canadá registrou 15.088 novos casos, elevando o total para 3.081.580.[8]
- A Alemanha registrou 208.498 novos casos diários, ultrapassando 10 milhões de casos de COVID-19 e elevando o número total para 10.186.644.[9]
- A Malásia registrou 5.736 novos casos, elevando o número total para 2.882.060. Existem 3.196 recuperações, elevando o número total de recuperações para 2.790.383. Há sete mortes, elevando o número de mortos para 31.992.[10]
- A Nova Zelândia registrou 196 novos casos, elevando o número total para 16.816. 64 se recuperaram, elevando o número total de recuperações para 14.929. O número de mortos continua a ser 53. Existem 1.835 casos ativos (841 na fronteira e 994 na comunidade).[11]
- Singapura registrou 3.101 novos casos, elevando o número total para 362.176. Uma nova morte foi relatada, elevando o número de mortos para 859.[12]
- Espanha ultrapassa 10 milhões de casos.[13]
- A Ucrânia registrou 35.104 novos casos diários e 204 novas mortes diárias, elevando o número total para 4.130.277 e 100.599, respectivamente; um total de 3.641.474 pacientes se recuperaram.[14]
- O Reino Unido ultrapassa 17 milhões de casos.[15]

### 3 de fevereiro
- O Canadá registrou 14.208 novos casos, elevando o total para 3.095.797.[16]
- A Grécia ultrapassa 2 milhões de casos de COVID-19.[17]
- Israel ultrapassa 3 milhões de casos de COVID-19.[18]
- O Japão registrou 96.845 novos casos diários, ultrapassando 3 milhões de casos de COVID-19 e elevando o número total para 3.007.476.[19]
- A Malásia registrou 5.720 novos casos, elevando o número total para 2.887.780. Há 3.968 recuperações, elevando o número total de recuperações para 2.794.354. Há oito mortes, elevando o número de mortos para 32.000.[20]
- O México ultrapassa 5 milhões de casos de COVID-19.[21]
- A Nova Zelândia registrou 191 novos casos, elevando o número total para 17.005. Há 49 recuperações, elevando o número total de recuperações para 14.978. O número de mortos permanece em 53. Há 1.974 casos ativos (853 na fronteira e 1.121 na comunidade).[22]
- A Polônia registrou 54.477 novos casos diários, ultrapassando 5 milhões de casos de COVID-19 e elevando o número total para 5.035.796.[23]
- Singapura registrou 4.297 novos casos, elevando o número total para 366.473. Uma nova morte foi relatada, elevando o número de mortos para 860.[24]
- A Ucrânia registrou um recorde de 39.620 novos casos diários e 210 novas mortes diárias, elevando o número total para 4.169.897 e 100.809, respectivamente; um total de 3.650.854 pacientes se recuperaram.[25]
- Os Estados Unidos da América ultrapassam 76 milhões de casos e 900.000 mortes, respectivamente.[26]

### 4 de fevereiro
- A Áustria ultrapassou 2 milhões de casos de COVID-19.[27]
- O Brasil registrou 298.408 novos casos diários, o maior número de casos em um único dia desde o início da pandemia, elevando o número total para 26.399.242.[28]
- O Canadá registrou 14.426 novos casos, elevando o total para 3.110.639.[29]
- França ultrapassa 20 milhões de casos de COVID-19.[30]
- A Malásia registrou 7.234 novos casos, elevando o número total para 2.895.014. São 5.254 recuperações, elevando o número total de recuperações para 2.799.608. 11 mortes foram relatadas, elevando o número de mortos para 32.011.[31]
- A Nova Zelândia registrou 273 novos casos, elevando o total para 17.278. Existem 67 recuperações, elevando o número total de recuperações para 15.045. O número de mortos permanece em 53. Existem 2.179 casos ativos (881 na fronteira e 1.298 na comunidade)[32]
- Singapura registrou 13.208 novos casos, o maior número de casos em um único dia desde o início da pandemia, elevando o número total para 379.681. Seis novas mortes foram relatadas, elevando o número de mortos para 866.[33]
- A Turquia registrou 111.157 novos casos diários, o segundo maior número de casos em um único dia desde o início da pandemia, ultrapassando 12 milhões de casos e elevando o número total para 12.051.852. [34]
- A Ucrânia registrou um recorde de 43.778 novos casos diários e 174 novas mortes diárias, elevando o número total para 4.213.675 e 100.983, respectivamente; um total de 3.660.351 pacientes se recuperaram.[35]

### 5 de fevereiro
- O Canadá registrou 7.815 novos casos, elevando o total para 3.118.485.[36]
- A Índia supera 42 milhões de casos de COVID-19, enquanto o número de mortos ultrapassa 500.000.[37]
- A Malásia registrou 9.117 novos casos, elevando o número total para 2.904.131. Existem 6.546 recuperações, elevando o número total de recuperações para 2.806.154. Há 14 mortes, elevando o número de mortos para 32.025.[38]
- A Nova Zelândia registrou 269 novos casos, elevando o número total para 17.546. Existem 60 recuperações, elevando o número total de recuperações para 15.105. O número de mortos permanece em 53. Existem 2.388 casos ativos (876 na fronteira e 1.512 na comunidade).[39]
- Singapura registrou 10.390 novos casos, elevando o número total para 390.071. Duas novas mortes foram relatadas, elevando o número de mortos para 868.[40]
- A Ucrânia registrou 42.533 novos casos diários e 185 novas mortes diárias, elevando o número total para 4.256.208 e 101.168, respectivamente; um total de 3.669.979 pacientes se recuperaram.[41]

### 6 de fevereiro
- O Canadá registrou 6.841 novos casos, elevando o total para 3.125.330.[42]
- A Coreia do Sul registrou 38.670 novos casos diários, ultrapassando 1 milhão de casos e elevando o número total para 1.009.688.[43]
- A Malásia registrou 10.089 novos casos, elevando o número total para 2.914.220. São 6.460 recuperações, elevando o número total de recuperações para 2.812.614. Há 9 mortes, elevando o número de mortos para 32.034.[44]
- A Nova Zelândia registrou 227 novos casos, elevando o número total para 17.773. Há 96 recuperações, elevando o número total de recuperações para 15.201. O número de mortos permanece em 53. Existem 2.519 casos ativos (833 na fronteira e 1.686 na comunidade).[45]
- Singapura registrou 7.752 novos casos, elevando o número total para 397.823. Três novas mortes foram relatadas, elevando o número de mortos para 871.[46]
- A Ucrânia registrou 27.851 novos casos diários e 109 novas mortes diárias, elevando o número total para 4.284.059 e 101.277, respectivamente; um total de 3.676.068 pacientes se recuperaram.[47]

### 7 de fevereiro
- O Canadá registrou 7.823 novos casos, elevando o total para 3.140.273.[48]
- A Malásia registrou 11.034 novos casos, elevando o número total para 2.925.254. Existem 6.036 recuperações, elevando o número total de recuperações para 2.818.650. Há nove mortes, elevando o número de mortos para 32.043.[49]
- A Nova Zelândia registrou 215 novos casos, elevando o número total para 17.988. Existem 27 recuperações, elevando o número total de recuperações para 15.228. O número de mortos permanece em 53. Há 2.707 casos ativos (842 na fronteira e 1.865 na comunidade).[50]
- Singapura registrou 7.806 novos casos, elevando o número total para 405.629. Três novas mortes foram relatadas, elevando o número de mortos para 874.[51]
- A Ucrânia registrou 23.378 novos casos diários e 115 novas mortes diárias, elevando o número total para 4.307.437 e 101.392, respectivamente; um total de 3.681.092 pacientes se recuperaram.[52]

### 8 de fevereiro
Relatório Semanal da OMS:
- O Canadá registrou 6.886 novos casos, elevando o total para 3.148.876.[48]
- A Malásia registrou 13.944 novos casos, elevando o número total para 2.939.198. Existem 5.421 recuperações, elevando o número total de recuperações para 2.824.071. 13 mortes foram relatadas, elevando o número de mortos para 32.056.[54]
- A Holanda registrou 394.575 novos casos diários, o maior número de casos em um único dia desde o início da pandemia, superando 5 milhões de infecções positivas em relação ao COVID-19 e elevando o número total para 5.349.929.[55]
- A Nova Zelândia registrou 265 novos casos, elevando o número total para 18.253. 92 se recuperaram, elevando o número total de recuperações para 15.320. O número de mortos permanece em 53. Há 2.880 casos ativos (832 na fronteira e 2.048 na comunidade).[56]
- Singapura registrou 13.011 novos casos, elevando o número total para 418.640. Três novas mortes foram relatadas, elevando o número de mortos para 877.[57]
- A Ucrânia registrou 34.353 novos casos diários e 255 novas mortes diárias, elevando o número total para 4.341.790 e 101.647, respectivamente; um total de 3.696.285 pacientes se recuperaram.[58]
- O primeiro caso da variante Omicron em veados de cauda branca foi detectado em Nova York.[59]

### 9 de fevereiro
- O Canadá registrou 11.144 novos casos, elevando o total para 3.160.015.[60]
- A Malásia registrou 17.134 novos casos, elevando o número total para 2.956.332. Existem 5.681 recuperações, elevando o número total de recuperações para 2.829.752. Há nove mortes, elevando o número de mortos para 32.065.[61]
- A Nova Zelândia registrou 250 novos casos, elevando o número total para 18.503. Existem 95 recuperações, elevando o número total de recuperações para 15.415. O número de mortos continua a ser 53. Há 3.035 casos ativos (826 na fronteira e 2.209 na comunidade).[62]
- Singapura registrou 10.314 novos casos, elevando o número total para 428.954. Quatro novas mortes foram relatadas, elevando o número de mortos para 881.[63]
- A Ucrânia registrou 38.257 novos casos diários e 240 novas mortes diárias, elevando o número total para 4.380.047 e 101.887, respectivamente; um total de 3.713.348 pacientes se recuperaram.[64]
- O Reino Unido ultrapassou 18 milhões de casos.[15]
- De acordo com a Universidade Johns Hopkins, o número total de casos de COVID-19 no mundo ultrapassou 400 milhões.[65]

### 10 de fevereiro
- O Brasil ultrapassou 27 milhões de casos de COVID-19.[66]
- O Canadá registrou 10.637 novos casos, elevando o total para 3.170.647.[67]
- A Malásia registrou 19.090, elevando o número total para 2.975.422. São 5.712 recuperações, elevando o número total de recuperações para 2.835.464. Há dez mortes, elevando o número de mortos para 32.075.[68]
- A Nova Zelândia registrou 336 novos casos, elevando o número total para 18.837. Existem 84 recuperações, elevando o número total de recuperações para 15.499. O número de mortos permanece em 53. Há 3.295 casos ativos (815 na fronteira e 2.470 na comunidade).[69]
- Singapura registrou 10.686 novos casos, elevando o número total para 439.640. Uma nova morte foi relatada, elevando o número de mortos para 882.[70]
- A Ucrânia registrou 41.694 novos casos diários e 280 novas mortes diárias, elevando o número total para 4.421.741 e 102.167, respectivamente; um total de 3.729.976 pacientes se recuperaram.[71]
- O príncipe de Gales Charles testou positivo para a COVID-19 pela segunda vez e entrou em isolamento.[72]

### 11 de fevereiro
- O Canadá registrou 10.406 novos casos, elevando o total para 3.181.044.[73]
- A Alemanha registrou 240.172 novos casos diários, ultrapassando 12 milhões de casos de COVID-19, elevando o número total para 12.010.712.[74]
- O Japão registrou 98.370 novos casos diários, o terceiro caso de infecção mais relativo desde o primeiro da pandemia, elevando o número total para 3.764.458.
- A Malásia registrou 20.939 novos casos, elevando o número total para 2.996.361. Há 5.807 recuperações, elevando o número total de recuperações para 2.841.271. Há 24 mortes, elevando o número de mortos para 32.099.[75]
- A Nova Zelândia registrou 478 novos casos, elevando o número total para 19.313. Existem 101 recuperações, elevando o número total de recuperações para 15.600. O número de mortos permanece em 53. Há 3.660 casos ativos (786 na fronteira e 2.874 na comunidade).[76]
- Portugal ultrapassa os 3 milhões de casos de COVID-19.[77]
- Singapura registrou 9.930 novos casos, elevando o número total para 449.570. Três novas mortes foram relatadas, elevando o número de mortos para 885.[78]
- A Ucrânia registrou 41.229 novos casos diários e 236 novas mortes diárias, elevando o número total para 4.462.970 e 102.403, respectivamente; um total de 3.750.826 pacientes se recuperaram.[79]

### 12 de fevereiro
- O Canadá registrou 6.142 novos casos, elevando o total para 3.187.186.[80]
- A Nova Zelândia registrou 466 novos casos, elevando o número total para 19.777. Existem 65 recuperações, elevando o número total de recuperações para 15.665. O número de mortos permanece em 53. Há 4.059 casos ativos (756 na fronteira e 3.303 na comunidade).[81]
- Singapura registrou 10.505 novos casos, elevando o número total para 460.075. Oito novas mortes foram relatadas, elevando o número de mortos para 893.[82]
- A Ucrânia registrou 38.212 novos casos diários e 265 novas mortes diárias, elevando o número total para 4.501.182 e 102.668, respectivamente; um total de 3.770.769 pacientes se recuperaram.[83]

### 13 de fevereiro
- O Canadá registrou 4.401 novos casos, elevando o total para 3.191.587.[84]
- A província canadense de Ontário registrou 2.265 novos casos, a menor contagem diária de casos desde 8 de fevereiro de 2022.[85][86][87]
- A província canadense de Quebec registrou 1.870 novos casos.[88]
- A Malásia registrou 21.072 casos, elevando o número total para 3.040.235. São 5.274 recuperações, elevando o número total de recuperações para 2.852.437. Há 11 mortes, elevando o número de mortos para 32.125.[89]
- A Nova Zelândia registrou 835 novos casos (810 na comunidade e 25 na fronteira), elevando o número total para 20.228.[90][91]
- A Rússia registrou 197.949 novos casos diários, ultrapassando 14 milhões de casos de COVID-19, elevando o número total para 14.133.509.[92]
- Singapura registrou 9.420 novos casos, elevando o número total para 469.495. Quatro novas mortes foram relatadas, elevando o número de mortos para 897.[93]
- A Ucrânia registrou 24.518 novos casos diários e 140 novas mortes diárias, elevando o número total para 4.525.700 e 102.808, respectivamente; um total de 3.779.057 pacientes se recuperaram.[94]

### 14 de fevereiro
- O Canadá registrou 5.911 novos casos, elevando o total para 3.204.250.[95]
- A Malásia registrou 21.315 novos casos, elevando o número total para 3.061.550. Há 8.517 recuperações, elevando o número total de recuperações para 2.860.954. Há 24 mortes, elevando o número de mortos para 32.149.[96]
- A Nova Zelândia registrou 1.796 novos casos, elevando o número total para 21.573. 199 se recuperaram, elevando o número total de recuperações para 15.864. O número de mortos permanece em 53. Há 5.696 casos ativos (696 na fronteira e 4.690 na comunidade).[97]
- Singapura registrou 9.082 novos casos, elevando o número total para 478.577. Nove novas mortes foram relatadas, elevando o número de mortos para 906.[98]
- A Ucrânia registrou 16.993 novos casos diários e 142 novas mortes diárias, elevando o número total para 4.542.693 e 102.950, respectivamente; um total de 3.788.395 pacientes se recuperaram.[99]

### 15 de fevereiro
Relatório Semanal da OMS:
- O Canadá registrou 6.262 novos casos, elevando o número total para 3.210.715.[101]
- O Japão registrou 84.220 novos casos diários, ultrapassando 4 milhões de casos de infecção por COVID-19, elevando o número total para 4.055.675.[102]
- A Malásia registrou 22.133 novos casos, elevando o número total para 3.063.203. São 7.584 novas recuperações, elevando o número total para 2.868.538. Há 31 novas mortes, elevando o número de mortos para 32.180.[103]
- A Nova Zelândia registrou 763 novos casos, elevando o número total para 22.328. 102 recuperações foram relatadas, elevando o número total de recuperações para 15.966. O número de mortos permanece em 53. Há 6.309 casos ativos (673 na fronteira e 5.636 na comunidade).[104]
- Singapura registrou 19.420 novos casos, o maior número de casos em um único dia desde o início da pandemia, elevando o número total para 497.997. Sete novas mortes foram relatadas, elevando o número de mortos para 913.[105]
- A Turquia registrou 94.730 novos casos diários, superando 13 milhões de casos de infecção em relação ao COVID-19, elevando o número total para 13.079.683.[106]
- A Ucrânia registrou 29.724 novos casos diários e 305 novas mortes diárias, elevando o número total para 4.572.417 e 103.255, respectivamente; um total de 3.811.630 pacientes se recuperaram.[107]

### 16 de fevereiro
- O Canadá registrou 8.030 novos casos, elevando o número total para 3.218.731.[108]
- A Malásia registrou 27.831 novos casos, elevando o número total para 3.111.514. Há 7.912 recuperações, elevando o número total de recuperações para 2.876.450. Há 21 mortes, elevando o número de mortos para 32.180.[109]
- A Nova Zelândia registrou 1.203 novos casos, elevando o número total para 23.509. Existem 125 recuperações, elevando o número total de recuperações para 16.091. O número de mortos permanece em 53. Há 7.365 casos ativos (644 na fronteira e 6.721 na comunidade).[110]
- Singapura registrou 16.883 novos casos, elevando o número total para 514.880. 13 novas mortes foram relatadas, elevando o número de mortos para 926.[111]
- A Ucrânia registrou 31.513 novos casos diários e 310 novas mortes diárias, elevando o número total para 4.603.930 e 103.565, respectivamente; um total de 3.839.314 pacientes se recuperaram.[112]

### 17 de fevereiro
- O Canadá registrou 9.357 novos casos, elevando o total para 3.227.412.[113]
- A Alemanha registrou 235.626 novos casos diários, ultrapassando 13 milhões de casos afetivos de COVID-19, elevando o número total para 13.035.941.[114]
- A Indonésia registrou 63.956 novos casos diários, ultrapassando 5 milhões de casos afetivos de COVID-19, elevando o número total para 5.030.002.[115]
- A Malásia registrou 26.701 novos casos, elevando o número total para 3.138.215. Há 11.744 novas recuperações, elevando o número total de recuperações para 2.888.194. Há 39 novas mortes, elevando o número total de mortes para 32.239.[116]
- A Nova Zelândia registrou 1.588 novos casos, elevando o número total para 25.050. Existem 172 recuperações, elevando o número total de recuperações para 16.263. O número de mortos permanece em 53. Há 8.734 casos ativos (587 na fronteira e 8.147 na comunidade).[117]
- Singapura registrou 18.545 novos casos, elevando o número total para 533.425. Quatro novas mortes foram relatadas, elevando o número de mortos para 930.[118]
- A Ucrânia registrou 33.330 novos casos diários e 259 novas mortes diárias, elevando o número total para 4.637.260 e 103.824, respectivamente; um total de 3.866.755 pacientes se recuperaram.[119]

### 18 de fevereiro
- O Canadá registrou 7.027 novos casos, elevando o número total para 3.234.310.[120]
- A Malásia registrou 27.808 novos casos, elevando o número total para 3.166.023. São 12.488 novas recuperações, elevando o número total de recuperações para 2.900.682. Há 36 mortes, elevando o número de mortos para 32.726.[121]
- A Nova Zelândia registrou 1.947 novos casos, elevando o número total para 26.935. Há 207 novas recuperações, elevando o número total de recuperações para 16.470. O número de mortos permanece em 53. Há 10.412 casos ativos (538 na fronteira e 9.874 na comunidade).[122]
- A Rússia registrou 180.071 novos casos diários, ultrapassando 15 milhões de casos e elevando o número total para 15.020.573.[123]
- Singapura registrou 18.094 novos casos, elevando o número total para 551.519. Sete novas mortes foram relatadas, elevando o número de mortos para 937.[124]
- A Ucrânia registrou 34.938 novos casos diários e 282 novas mortes diárias, elevando o número total para 4.672.198 e 104.106, respectivamente; um total de 3.896.009 pacientes se recuperaram.[125]

### 19 de fevereiro
- O Canadá registrou 4.180 novos casos, elevando o número total para 3.238.490.[126]
- A Malásia registrou 28.825 novos casos, elevando o número total para 3.194.848. São 18.514 novas recuperações, elevando o número total de recuperações para 2.919.196. Há 34 novas mortes, elevando o número de mortos para 32.310.[127]
- A Nova Zelândia registrou 1.915 casos, elevando o número total para 28.751. Existem 136 recuperações, elevando o número total de recuperações para 16.606. O número de mortos permanece em 53. Há 12.092 casos na fronteira (491 na fronteira e 11.601 na comunidade).[128]
- Singapura registrou 15.836 novos casos, elevando o número total para 567.355. Quatro novas mortes foram relatadas, elevando o número de mortos para 941.[129]
- A Ucrânia registrou 31.125 novos casos diários e 260 novas mortes diárias, elevando o número total para 4.703.323 e 104.366, respectivamente; um total de 3.926.496 pacientes se recuperaram.[130]
- Os Estados Unidos da América ultrapassam 80 milhões de casos.[131]

### 20 de fevereiro
- O Canadá registrou 3.377 novos casos, elevando o número total para 3.241.867.[132]
- A Malásia registrou 26.832 novos casos, elevando o número total para 3.221.680. São 18.459 novas recuperações, elevando o número total de recuperações para 2.937.655. Há 37 novas mortes, elevando o número de mortos para 32.347.[133]
- A Nova Zelândia registrou 2.539 novos casos, elevando o número total para 31.087. Existem 169 recuperações, elevando o número total de recuperações para 16.775. O número de mortos permanece em 53. Há 14.259 casos ativos (474 na fronteira e 13.785 na comunidade).[134]
- Singapura registrou 15.283 novos casos, elevando o número total para 582.638. Quatro novas mortes foram relatadas, elevando o número de mortos para 945.[135]
- A Ucrânia registrou 17.448 novos casos diários e 152 novas mortes diárias, elevando o número total para 4.720.771 e 104.518, respectivamente; um total de 3.938.459 pacientes se recuperaram.[136]

### 21 de fevereiro
- O Canadá registrou 1.654 novos casos, elevando o número total de 3.243.951.[137]
- A Coreia do Sul registrou 95.362 novos casos diários, superando 2 milhões de casos relativos ao COVID-19, elevando o número total para 2.058.184.[138]
- A Malásia registrou 25.099 novos casos, elevando o número total para 3.246.779. São 17.749 novas recuperações, elevando o número total de recuperações para 2.955.404. Há 43 novas mortes, elevando o número de mortos para 32.390.[139]
- A Nova Zelândia registrou 2.377 novos casos, elevando o número total para 33.317. Existem 118 recuperações, elevando o número total de recuperações para 16.893. O número de mortos permanece em 53. Há 16.371 casos ativos (443 na fronteira e 15.928 na comunidade).[140]
- Singapura registrou 13.623 novos casos, elevando o número total para 596.261. Sete novas mortes foram relatadas, elevando o número de mortos para 952.[141]
- A Ucrânia registrou 13.562 novos casos diários e 127 novas mortes diárias, elevando o número total para 4.734.333 e 104.645, respectivamente; um total de 3.952.363 pacientes se recuperaram.[142]

### 22 de fevereiro
Relatório Semanal da OMS:
- O Canadá registrou 5.364 novos casos, totalizando 3.254.597.[144]
- A Malásia registrou 27.179 novos casos, elevando o número total para 3.273.958. São 19.037 novas recuperações, totalizando 2.974.441 recuperações. São 43 novas mortes, elevando o número de mortos para 32.433.[145]
- A Nova Zelândia registrou 2.860 novos casos, elevando o número total para 36.162. Existem 187 recuperações, elevando o número total de recuperações para 17.080. Três mortes foram relatadas, elevando o número de mortos para 56. Há 19.026 casos ativos (401 na fronteira e 18.625 na comunidade).[146]
- Singapura registrou 26.032 novos casos, o maior número de casos em um único dia desde o início da pandemia, elevando o número total para 622.293. Quatro novas mortes foram relatadas, elevando o número de mortos para 956.[147]
- A Ucrânia registrou 24.440 novos casos diários e 287 novas mortes diárias, elevando o número total para 4.758.773 e 104.932, respectivamente; um total de 3.985.601 pacientes se recuperaram.[148]

### 23 de fevereiro
- A Austrália ultrapassou 5.000 mortes relacionadas ao COVID-19. [149]
- O Canadá registrou 6.354 novos casos, elevando o número total para 3.262.061.[150]
- A Malásia registrou 31.199 novos casos, elevando o número total para 3.305.157. São 20.399 novas recuperações, totalizando 2.994.840 recuperações. Há 55 novas mortes, elevando o número de mortos para 32.488.[151]
- A Nova Zelândia registrou 3.305 novos casos, elevando o número total para 39.345 casos. São 187 recuperações, elevando o número total para 17.267. O número de mortos permanece em 53. Existem 22.022 casos ativos (374 na fronteira e 21.648 na comunidade).[152]
- Singapura registrou 20.312 novos casos, elevando o número total para 642.605. Sete novas mortes foram relatadas, elevando o número de mortos para 963.[153]
- A Ucrânia registrou 25.062 novos casos diários e 297 novas mortes diárias, elevando o número total para 4.783.835 e 105.229, respectivamente; um total de 4.023.033 pacientes se recuperaram.[154]

### 24 de fevereiro
- O Canadá registrou 7.639 novos casos, elevando o número total para 3.269.696.[155]
- A Malásia registrou 32.070 novos casos, elevando o número total para 3.337.227. Há 23.332 recuperações, elevando o número total de recuperações para 3.018.172. Há 46 novas mortes, elevando o número de mortos para 32.534.[156]
- A Nova Zelândia registrou 6.145, elevando o número total de casos para 45.473. Existem 201 recuperações, elevando o número total de recuperações para 17.648. O número de mortos continua a ser 56. Há 27.949 casos ativos (338 na fronteira e 27.611 na comunidade).[157]
- Singapura registrou 18.593 novos casos, elevando o número total para 661.198. 12 novas mortes foram relatadas, elevando o número de mortos para 975.[158]
- A Ucrânia registrou 25.789 novos casos diários e 276 novas mortes diárias, elevando o número total para 4.809.624 e 105.505, respectivamente; um total de 4.058.020 pacientes se recuperaram.[159]
- O Vietnã registrou 69.128 novos casos diários, superando 3 milhões de casos de COVID-19, elevando o número total para 3.034.190.[160]

### 25 de fevereiro
- O Canadá registrou 6.536 novos casos, elevando o número total para 3.277.182.[161]
- A Malásia registrou 30.644 novos casos, elevando o número total para 3.367.871. São 22.678 novas recuperações, elevando o número total de recuperações para 3.040.850. Há 57 novas mortes, elevando o número de mortos para 32.591.[162]
- A Nova Zelândia registrou 12.030 novos casos, elevando o número total para 57.497. Existem 253 recuperações, elevando o número total de recuperações para 17.721. O número de mortos continua a ser 56. Há 39.720 casos ativos (325 na fronteira e 39.395 na comunidade).[163]
- Singapura registrou 18.597 novos casos, elevando o número total para 679.795. 11 novas mortes foram relatadas, elevando o número de mortos para 986.[164]

### 26 de fevereiro
- O Canadá registrou 3.513 novos casos, elevando o número total para 3.280.695.[165]
- A Malásia registrou 27.299 novos casos, elevando o número total de 3.395.170. São 22.710 novas recuperações, elevando o número total de recuperações para 3.063.560. Há 43 novas mortes, elevando o número de mortos para 32.634.[166]
- A Nova Zelândia registrou 13.612 novos casos, elevando o número total para 71.122. 226 se recuperaram, elevando o número total de recuperações para 17.947. O número de mortos continua a ser 56. Há 53.119 casos ativos (311 na fronteira e 52.808 na comunidade).[167]
- Singapura registrou 16.857 novos casos, elevando o número total para 696.652. 13 novas mortes foram relatadas, elevando o número de mortos para 999.[168]

### 27 de fevereiro
- O Canadá registrou 3.037 novos casos, elevando o número total para 3.283.732.[169]
- A Malásia registrou 24.466 novos casos, elevando o número total para 3.419.636. São 22.710 novas recuperações, elevando o número total de recuperações para 3.086.270. Há 40 novas mortes, elevando o número de mortos para 32.674.[170]
- A Nova Zelândia registrou 14.892 novos casos, elevando o número total para 86.138. 167 recuperações foram relatadas, elevando o número total de recuperações para 18.114. O número de mortos continua a ser 56. Há 67.968 casos ativos (336 na fronteira e 67.631 na comunidade).[171]
- Singapura registrou 14.228 novos casos, elevando o número total para 710.880. Oito novas mortes foram relatadas, elevando o número de mortos para 1.007.[172]
- A Turquia registrou 49.792 novos casos diários, superando 14 milhões de casos relativos, desde o primeiro da pandemia, elevando o número total para 14.025.181.[173]

### 28 de fevereiro
- O Canadá registrou 5.925 novos casos, elevando o número total para 3.292.980.[174]
- A Coreia do Sul registrou 139.626 novos casos diários, superando 3 milhões de casos relativos desde o primeiro da pandemia, elevando o número total para 3.134.456.[175]
- A Malásia registrou 23.100 novos casos, elevando o número total para 3.442.736. São 30.624 novas recuperações, elevando o número total de recuperações para 3.116.564. Há 75 novas mortes, elevando o número de mortos para 32.749.[176]
- A Nova Zelândia registrou 14.657 novos casos, elevando o número total para 100.821. 218 se recuperaram, elevando o número total de recuperações para 18.332. O número de mortos continua a ser 56. Há 82.433 casos ativos (327 na fronteira e 82.105) na comunidade.[177]
- Singapura registrou 13.544 novos casos, elevando o número total para 724.424. 12 novas mortes foram relatadas, elevando o número de mortos para 1.019.[178]